# Timon iz Flijunta
Timon iz Flijunta (starogrško Τίμων ὁ Φλιάσιος), starogrški filozof in pisec, * ok. 320 pr. n. št., † ok. 235 pr. n. št.
Bil je grški filozof, učenec Pirona in pisatelj satiričnih pesmi, imenovanih Zabavljice (Σίλλοι). V življenju je napisal veliko del; poezije, tragedije, satirične drame in komedije, od česar je danes ostalo zelo malo. Njegovo najbolj znano delo so Zabavljice, satira, ki kritizira znane filozofe njegovega časa. Je mešanica resnega in komičnega. Zabavljice (v originalu Silos, kar označuje gibanje oči pri posmehovanju) se do danes niso v celoti ohranile, a ga omeni in citira mnogo starih avtorjev. Predlagano je bilo, da pironizem prvotno izvira pri Timonu, ne pa pri Pironu.   

## Življenje
Diogen Laertski je napisal opis njegovega življenja, ki ga je povzel iz knjige Apolonida iz Nikeje, ki je bila komentar na Zabavljice. Nekatere dele je Diogen citiral od Antigonusa iz Kariste in od Sotiona.  Timon je bil sin Timarha, rojen v Flijuntu. Že kot majhen je postal sirota in je začel plesati v gledališču. To je opustil in začel študirati filozofijo. Ko se je preselil v mesto Megara, je spoznal filozofa Stilpa, nato pa se je vrnil domov in se poročil. Z ženo je obiskal Elis in spoznal Pirona, od kogar se je učil in prevzel nekatere njegove nauke. V Elisu se mu je rodilo nekaj otrok. Prvorojenca, Ksantusa, je učil o umetnosti medicine po filozofskih načelih. Nekaj časa je živel tudi pri prelivu Dardanele in učil sofistiko v Kalcedonu, kakor je celo obogatel. Nato se je preselil v Atene, kjer je živel do svoje smrti, z izjemo kratkega bivanja v Tebah.  Na svojih potovanjih je spoznal dva kralja; Antigona in Ptolemaja ll. Filadelfe.  Povezan je bil tudi z nekaterimi drugimi pomembnimi figurami, kot so Zopirus iz Klazomene, Aleksander Aetolus in Homer iz Bizanca, ki mu je Timon pomagal pri pisanju nekaterih tragedij, učil pa je Aratusa.  Timon je umrl pri skoraj devetdesetih letih.    

## Osebnost
Timon naj bi imel močan in prodoren um, s katerim je hitro ugotovil šibkosti ljudi. Zaradi tega je bil znan kot skeptik in satirist. Diogen Laertski pravi, da je bil Timon enook in se je iz tega celo norčeval ter se klical kiklop. Diogen je naštel tudi nekaj drugih Timonovih sarkazmov, med katerimi je najbolj znan naslednji: ko ga je Aratus vprašal, kako dobiti osnovne Homerjeve tekste, je Timon odgovoril: "Če bi lahko našli stare kopije, ne pa teh z modernimi popravki". Zelo je užival tudi v pokoju in v vrtnarjenju, a Diogen veliko teh izjav predstavi tako, da ni popolnoma jasno, če se nanašajo na Timona iz Aten, na Timona iz Filjunta ali na oba. Še eden od njegovih bolj znanih citatov je naslednji: ‘’Ne trdim, da je med sladek, ampak da se zdi sladek.’’ 

## Dela
Timonova dela naj bi bila zelo številna. Po navedbah Diogena je spisal ‘’lirike in epske pesmi in tragedije in satirične drame in trideset komedij in šestdeset tragedij in Zabavljice in amaterske pesmi’’. Njegova dela je pogosto citiral Sekst Empirikus, ki je bil prav tako sledilec Pirona. Poleg delčkov Zabavljic,  večino še ohranjenega Timonovega dela obstaja v njegovih citatih, ki sta jih zapisala Diogen in Sekst. Poleg tega je nekaj njegovih del ohranil Eusebius v Praeparatio Evangelica (Priprava na Evangelij), v katerem Eusebius citira Aristokleja (Aristoklej iz Messena), ki citira Timonovo knjigo z naslovom Python, v kateri Timon opiše svoje srečanje z Pironom v Amphiareionu (Amphiareion iz Oroposa), ko sta bila oba na romanju v Delfih.  V svojem pogovoru z njim je Timon zapisal Pironov povzetek svoje filozofije:  
“Kdorkoli hoče živeti v evdajmoniji (živeti dobro) mora upoštevati ta tri vprašanja: Prvič, kakšne so stvari (pragmata) po naravi? Drugič, kakšen odnos moramo sprejeti do njih? In tretjič, kakšen bo izid sprejetja teh odnosov?”. Piron poda odgovor: “Kar se vseh pragmat tiče(etične in drugačne zadeve, téme), so vse adiafora (jih ni mogoče logično razlikovati), astathmēta (nestabilne, neuravnovešene, nemerljive) in anepikrita (nepresojene, nedoločene, neodločljive). Zatorej nam niti naše čutne zaznave, niti naši pogledi, teorije in prepričanja ne povejo resnice ali laži; zatorej se gotovo ne smemo zanašati na njih. Biti moramo adoxastoi (brez pogledov), aklineis (nenaklonjeni tej ali oni strani), in akradantoi (neomajni v naši odklonitvi izbiranju), rekoč o vsaki stvari, da ‘nič več je, kakor ni’, ali da ‘niti ni, niti je’, ali da ‘je in ni’.’’  Timon je Pirona močno spoštoval.  

### Poezija
Ohranjena ni bila nobena njegova drama. O njegovih epskih pesnitvah ne vemo veliko, a lahko sklepamo, da so bile to poglavitno absurdne in/ali satirične pesmi v epski obliki. Njegovo delo Python (grško: Πύθων), ki je vsebovalo pripoved dolgega pogovora s Pironom, med romanjem do orakla v Delfiju, nekateri uvrščajo med epske pesnitve v primeru, da delo ni izšlo v prozi. Zdi se, da je bila Arcesilajeva Pogrebna pojedina satirična pesem v epskem verzu.  Pisal je tudi parodije na Homerja in nekaj vrstic s satirično tematiko, ki so bile ohranjene, kot tudi par fragmentov, ki pa ne morejo biti pripisani njegovim pesnitvam.   

### Zabavljice
Najbolj slavne od njegovih pesmi so bile satirične skladbe, imenovane Zabavljice, ki pa nedvomno opisujejo metrične kompozicije, ki so hkrati absurdne in sarkastične. To vrsto poezije je izumil Ksenofan iz Kolofona. Timonove Zabavljice so bile napisane v treh knjigah. Prva je v obliki monologa, drugi dve pa sta v obliki dialoga med avtorjem in Ksenofanom. Timon je postavljal vprašanja, na katera je Ksenofan obširno odgovarjal. Tema je bila sarkastična pripoved o načelih vseh filozofov (živih in mrtvih), brezmejno področje za skepticizem in satiro. Napisane so bile v heksametrskih verzih in v načinu, na katerega jih omenjajo starodavni pisci. Iz nekaj ohranjenih fragmentov je tudi razvidno, da so bile te vrste vredne občudovanja.  Zabavljice sta komentirala Apolonid iz Nikeje in Sotion iz Aleksandrije.  Zdi se, da je bila pesem z naslovom Podobe (grško: Ἰνδαλμοι) v elegičnih verzih po temi podobna Zabavljicam.  Diogen Laertski omenja tudi Timonov jamboi , vendar je morda beseda tu uporabljena zgolj v smislu satiričnih pesmi na splošno. S Timonovimi besedami so filozofi: “Pretirano zviti morilci mnogih modrih žag.” (v. 96) Edina dva, ki jima prizanese, sta Ksenofan: "Skromni cenzor Homerjevih laži" (v. 29), in Piron, proti kateremu: “Se noben drug smrtnik ne upa boriti" (v. 126).   

### Proza
Napisal je veliko proznih del, po besedah Diogena Laertskega kar dvajset tisoč vrstic. Ta dela so bila brez dvoma povečini o filozofskih temah. Diogen omenja dela: O občutkih, O vprašanjih in K modrosti. Med njegovimi izgubljenimi deli je tudi delo Proti fizikom, v katerem je dvomil o legitimnosti postavljanja hipotez.